# Paolo Tičina
Paolo Tičina (Zadar, 5. veljače 1985.) je hrvatski profesionalni košarkaš. Igra na poziciji razigravača, a trenutačno igra za KK Križevci. 

## Karijera
Karijeru je započeo u košarkaškom klubu Zadar. Ondje nije dobio pravu priliku pa odlazi u drugog zadarskog prvoligaša, Borik Puntamiku, gdje je u 29 utakmica u prosjeku bilježio 8,1 poen, 1,3 skoka, 2,1 asistenciju i 1,4 osvojene lopte po susretu. Sezonu 2007./08. Tičina je započeo u Posušju za koji je odigrao samo nekoliko utakmica bez značajnijeg učinka. U zimskom prijelaznom roku odlazi iz Posušja i potpisuje do kraja sezone s hrvatskim prvoligašem Alkarom iz Sinja. U jesenskoj polusezoni 2008./09. nastupao je za A-1 ligaša Svjetlost iz Slavonskoga Broda, a u zimskom roku odlazi na probu u KK Zadar. Iako je trebao biti drugi razigravač kluba, KK Zadar ga za nastupe u hrvatskom prvenstvu, odnosno Ligi za prvaka i Kupu Krešimira Ćosića nije uspio registrirati na vrijeme kraja prijelaznog roka koje je odredio HKS, a to je 7. siječnja. Tičina sada igra za drugoligaša KK Križevci.

## Vanjske poveznice
- Profil na NLB.com